# San Bartolo Coyotepec
San Bartolo Coyotepec és un municipi de l'estat d'Oaxaca. Coyotepec és el cap de municipi i principal centre de població d'aquesta municipalitat. Aquest municipi és a la part central de l'estat d'Oaxaca. Limita al nord amb el municipi d'Oaxaca de Juárez, al sud amb Santa Lucía del Camino, a l'oest amb l'Oaxaca de Juárez i a l'est amb San Vicente.